# Stazione di Prasco-Cremolino
Stazione di Prasco-Cremolino vasútállomás Olaszországban, Prasco településen.

## Vasútvonalak
Az állomást az alábbi vasútvonalak érintik:
- Asti–Genova-vasútvonal

## Kapcsolódó állomások
A vasútállomáshoz az alábbi állomások vannak a legközelebb:
- Stazione di Molare
- Stazione di Visone